# Ábrahám fajjúmi püspök
Ábrám, más néven Ábrahám vagy Szent Ábrám (1829 – 1914. június 10.) korabeli kopt ortodox szent volt. Fajjúm és Gíza püspöke volt, és a szegények barátjaként is ismerték.

## Életrajz
Ábrám Boulos Gabriel (Pál) néven született kopt naptár szerint 1545-ben (Kr. u. 1829), Gilda faluban, Mallávi körzetében, a Minya kormányzóságban.
Nyolcéves korában édesanyja rövid betegség után meghalt. Tizenöt éves korában a falu papjai Youssab (József) egyházmegyei püspöknek ajánlották, aki diakónussá szentelte. Boulos az assziuti El-Muharraq kolostor néven ismert Legszentebb Szűz Mária kolostorba lépett be, ahol 1848-ban, tizenkilenc éves korában szerzetesi fogadalmat tett. Szerzetesi neve Paul El-Muharraqi lett.
Pált a türelem és az önuralom, valamint az alamizsnálkodás iránti érdeklődése jellemezte. Yakoubos (Jákob) metropolita hallott róla, és megkérte, hogy jöjjön a metropóliába, hogy folytassa munkáját a szegényekkel. Négy év után kérte, hogy visszatérhessen a kolostorba. A metropolita pappá szentelte, és megengedte, hogy 1863-ban visszatérjen a kolostorba.
Pál ezután az El-Muharraq kolostor apátja lett. Az új szerzetesek száma rövid időn belül meghaladta a negyvenet. A kolostor a közösség szegényeinek menedékhelyévé vált, akiket jövedelmének felhasználásával fenntartás nélkül segített. Hosszú távon a szerzetesek elégedetlenek lettek a módszerével, amelyet a kolostor vagyonának puszta elherdálásának tekintettek. Panaszt tettek Anba Marcusnak, Beheira érsekének és II. Demetriosz halála után megbízott pátriárkai helynöknek, aki úgy döntött, hogy felmenti őt al-Muharraq éléről.
Pált 1870-ben Marcos metropolita elmozdította. Nem sokkal ezután Pál elhagyta az Al Muharraq kolostort, és a Paromeos kolostorba ment. Az Al Muharraq kolostor négy szerzetese elkísérte őt. A Paromeos kolostor apátja akkoriban Youhanna (János) írnok főpap volt, aki később V. Cirill alexandriai pápa lett.
1597-ben (Kr. u. 1881) V. Cirill pápa Pált nevezte ki püspökké a fajjúmi és gízai egyházközségbe, aki az Ábrám püspök nevet viselte, és a leköszönt Izsák püspök helyébe lépett.
Ábrám Paoni 3-án 1630 (Kr. u. 1914. június 10-én) halt meg. Temetésén mintegy huszonötezer ember vett részt, keresztények és muzulmánok egyaránt. A saját maga által készített sírba temették. Holttestét az egyiptomi fajjúm kopt ortodox metropolitában őrzik.
1964-ben az Alexandriai Kopt Ortodox Patriarchátus Szent Szinódusa szentté avatta Ábrámot, és úgy döntött, hogy nevét felveszi a Szentek Diptichonjában az isteni liturgia során említett szentek közé.

## Fordítás
Ez a szócikk részben vagy egészben  az   Abraam, Bishop of Faiyum című angol Wikipédia-szócikk ezen változatának fordításán alapul.  Az eredeti cikk szerkesztőit annak laptörténete sorolja fel. Ez a jelzés csupán a megfogalmazás eredetét és a szerzői jogokat jelzi, nem szolgál a cikkben szereplő információk forrásmegjelöléseként.